# Volucella bella
Volucella bella är en tvåvingeart som beskrevs av Barkalov 2003. Volucella bella ingår i släktet humleblomflugor, och familjen blomflugor. Inga underarter finns listade i Catalogue of Life.